# Deer Squad
Deer Squad è una serie televisiva animata cinese del 2020 prodotto da IQiyi a Pechino. La serie era stata annunciata ad agosto 2017, chiamato originariamente Deer Run.
Il primo episodio della serie è stato pubblicato sulla piattaforma video di IQiyi il 15 luglio 2020, mentre in Italia su Nick Jr. e Now il 23 dicembre 2020 e negli Stati Uniti su Nickelodeon e Nick Jr. il 25 gennaio 2021.

## Personaggi
- Kay, doppiato da Lorenzo Crisci
- Rammy, doppiato da Alessio De Filippis
- Lola, doppiata da Monica Vulcano
- Bobbi, doppiato da Tatiana Dessi

La sigla di testa è stata adattata e cantata da Marco Castellani